# TT3
| G40 | A | V22 · d | V1 · D40 |

| G40 | A | V22 · d | V1 · D40 |

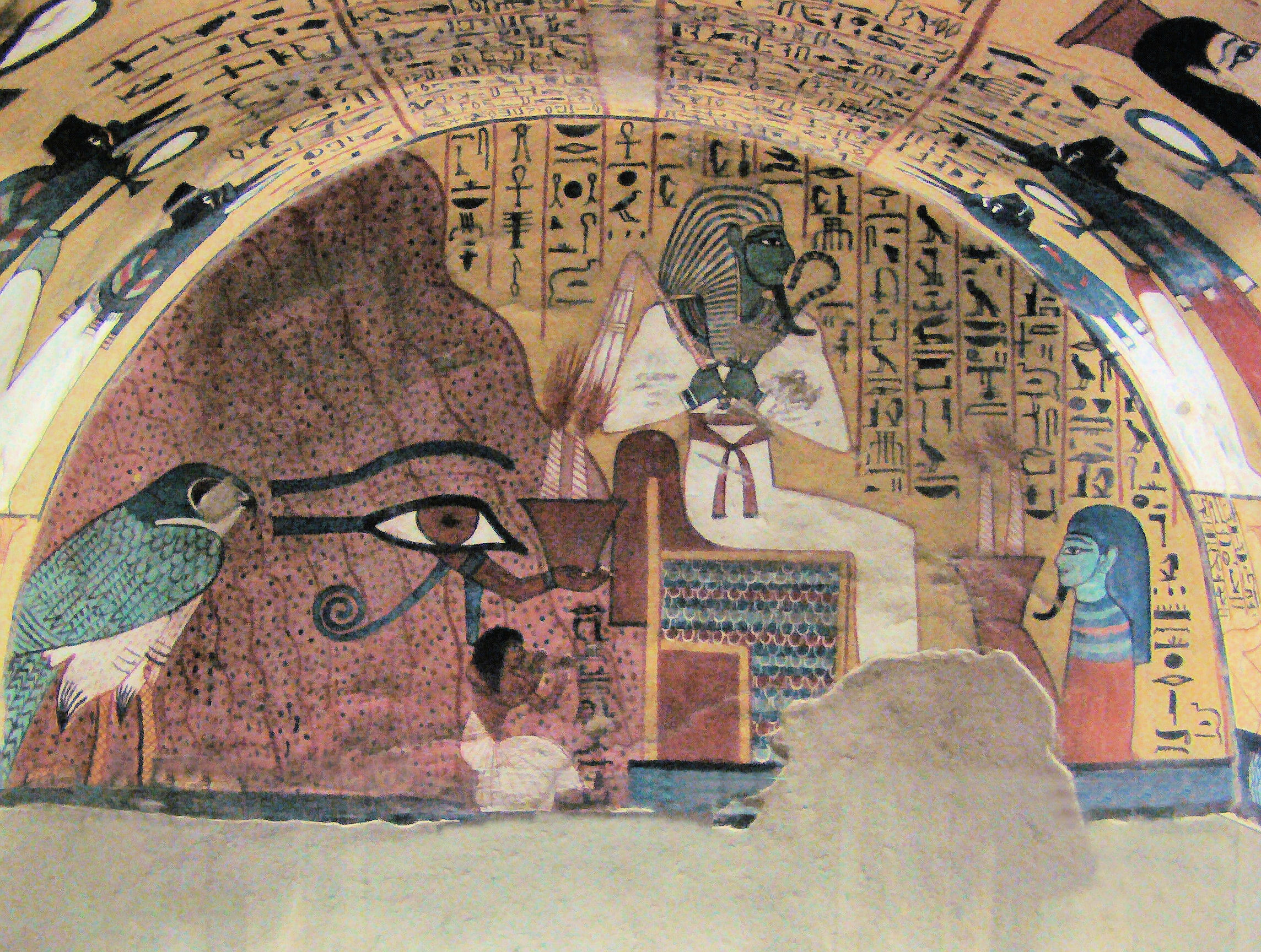
Tumba TT3 de Pashedu. Tímpano con Osiris entronizado delante de la montaña tebana, Pashedu arrodillado en actitud de adoración, Horus como halcón y Udyat y una deidad sedente ofreciendo dos antorchas.

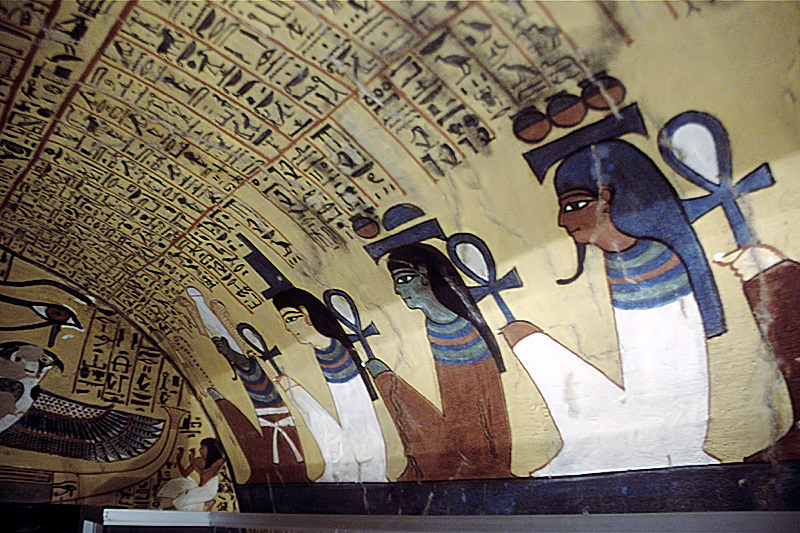
Cuatro de las deidades que aparecen arriba en la pared izquierda de la cámara funeraria interior.

La tumba tebana TT3 es una tumba del Antiguo Egipto que se encuentra en Deir el-Medina (Set Maat), parte de la necrópolis tebana, en la orilla occidental del río Nilo, enfrente de la actual Luxor.
Es el lugar de enterramiento del antiguo artesano egipcio Pashedu y su familia. Pashedu llevaba por título el de Servidor en el Lugar de la Verdad en el oeste de Tebas y sirvió a los faraones Seti I y Ramsés II.
La tumba, característica del período ramésida consta de patio, capilla y cámaras funerarias esta tumba . Se accede a la cámara más interna a través de 29 escalones, pasando por una pequeña antecámara o primera cámara funeraria y otra mayor hasta acceder a un corto pasaje abovedado donde aparecen dos grandes Anubis sobre capillas a cada lado como guardianes de acceso a la cámara funeraria principal. Además del tímpano que se aprecia en la imagen adjunta, esta tumba es reconocida porque en la pared oriental de la cámara aparece Pashedu de rodillas, bebiendo agua en el dominio de los dioses bajo una palmera (Capítulo 62 del Libro de los Muertos).
Pashedu era hijo de Menna y Huy. Su esposa se llamaba Nedymet-behdet. Pashedu no solo era el propietario de la tumba TT3 sino muy probablemente de la TT326.